# Dubová (Bratislava)
|  | Per a altres significats, vegeu «Dubová (Prešov)». |

Dubová és un poble i municipi d'Eslovàquia que es troba a la regió de Bratislava, a l'extrem occidental del país, prop de la frontera amb Àustria.

## Demografia
| Godina             | 1994 | 2004   | 2014   | 2024    |
| ------------------ | ---- | ------ | ------ | ------- |
| Nombre de persones | 826  | 905    | 965    | 1194    |
| Diferència         |      | +9,56% | +6,62% | +23,73% |

| Godina             | 2023 | 2024   |
| ------------------ | ---- | ------ |
| Nombre de persones | 1155 | 1194   |
| Diferència         |      | +3,37% |